# Forcipomyia basifemoralis
Forcipomyia basifemoralis is een muggensoort uit de familie van de knutten (Ceratopogonidae). De wetenschappelijke naam van de soort is voor het eerst geldig gepubliceerd in 1992 door Wirth and Spinelli.